# Gøgeurt (Dactylorhiza)
Gøgeurt (Dactylorhiza) er en slægt med ca. 75 arter, som er udbredt i Centralasien, Sibirien, Nordamerika og Europa. Det er flerårige urter med en lav, men opret vækst. Rødderne danner bundter af knolde og tykke rodtrævler. Stænglerne er bladbærende. Bladene er uden stilk, men danner i stedet en bladskede. Bladpladen er opstigende eller overhængende, og bladene er tykke, næsten sukkulente. Blomsterne er samlet i endestillede aks. De enkelte blomster er uregelmæssige og 5-tallige med hvide, lyserøde eller purpurrøde kronblade. Frugterne er kapsler med store mængder af bittesmå frø.
| Beskrevne arter |

- Kødfarvet gøgeurt (Dactylorhiza incarnata)
- Majgøgeurt (Dactylorhiza majalis)
- Plettet gøgeurt (Dactylorhiza maculata maculata)
- Skovgøgeurt (Dactylorhiza maculata fuchsii) [1]
- Hyldegøgeurt (Dactylorhiza sambucina)

| Andre arter |

| iberica-gruppen (diploid) - Dactylorhiza iberica sambucina-romana-gruppen - Romersk gøgeurt (Dactylorhiza romana) - Dactylorhiza insularis - Dactylorhiza cantabrica incarnata-gruppen (diploid) - Blodplettet gøgeurt (Dactylorhiza cruenta) - Dactylorhiza kafiriana* - Dactylorhiza ochroleuca - Dactylorhiza osmanica - Dactylorhiza umbrosa - Dactylorhiza jugi-crucis maculata-gruppen (diploid) - Dactylorhiza saccifera - Dactylorhiza foliosa euxina-gruppen (diploid) - Dactylorhiza euxina majalis-gruppen (allotetraploid; opstået af incarnata- og maculata-grupperne) - Dactylorhiza baltica - Dactylorhiza lapponica - Dactylorhiza kerryensis - Dactylorhiza praetermissa - Dactylorhiza purpurella | - Dactylorhiza ruthei* - Dactylorhiza vironii - Dactylorhiza osiliensis* - Dactylorhiza sphagnicola - Traunsteinergøgeurt (Dactylorhiza traunsteineri) - Dactylorhiza elata - Dactylorhiza atlantica* - Dactylorhiza nieschalkorum - Dactylorhiza cordigera - Dactylorhiza baumanniana - Dactylorhiza kalopissii - Dactylorhiza smolikiana - Dactylorhiza pythagorae urvilleana-gruppen (allotetraploid; opstået af euxina- og maculata-grupperne) - Dactylorhiza urvilleana armeniaca-gruppen (allotetraploid, opstået af incarnata- og euxina-gruppen) - Dactylorhiza armeniaca aristata-gruppen - Dactylorhiza aristata (* Gruppetilhørsforhold usikker) |